# Стефан Денчев
Стефан Денчев е български актьор.

## Биография
Стефан Денчев е роден през 1897 г. в Трявна. Още 18-годишен изпълнява епизодични роли в „Народния“ и във „Войнишкия театър“ на Първи артилерийски полк.
След Балканската война е актьор в „Свободен театър“, където играе Буланов в пиесата на Н. Островски „Лес“. Известно време гастролира във варненския „К. Ранков театър“ и в трупата на Матей Икономов.
Съдбата му го отвежда в Париж, където настойчиво обикаля големите студия „Гомон“ и „Еклипс“ с надежда да получи роля. Успява да се вреди в няколко участия като статист, след което опитва късмета си в Берлин. И тук удря на камък, но започва да сътрудничи на първите наши киножурнали. В „Кинопреглед“ (бр. 4, 1920 г.) публикува възторжена статия за успехите на Маня Цачева.
През 1921 г. Денчев се завръща в България и заедно с неразделния си приятел Александър Кребс започва да редактира списание „Киносвят“, но успява да даде живот само на 5-6 броя.
Денчев успява да вземе от Васил Гендов „Българан е галант“ и заминава за Виена. Там той се представя за самия Гендов (имал поразителна външна прилика с него) и започва да прожектира филма из австрийските градове, а после обикаля и други европейски селища. Със събраните пари заминава за Холивуд, където отново представя филма за своя творба. Дали лентата публично е прожектирана в САЩ, не се знае, както и каква е нейната по-нататъшна съдба.
Със съдействието на Макс Линдер и Анюта Стюарт започва работа като помощник-оператор. През 1923 г. става ученик в Театралната школа на „Парамаунт пикчърс“. Участва като помощник-режисьор във филмите „Любовна клопка“ на Били Уилсън и „Тримата остроумни глупаци“ на Кинг Видор. Самостоятелно поставя „Вихрушката“ с Тийдър Хауз и Руд Клифорд. Представя се успешно в кинокомедията „Глупавото шосе“ и криминалната мелодрама „Бръмчащата птичка“, където се превъплъщава в ролята на главатар на банда крадци и играе заедно с Глория Суонсън.
През 1926 г. Стефан Денчев предизвиква небивал шум около особата си, когато се завръща за малко в България с личен асистент и внушителен американски автомобил. Няма да мине много време и от Америка долита новината, че Денчев е застрелян на нюйоркското пристанище. Находчивият българин се опитал да напусне страната, като отмъкне крупна сума на гангстерска групировка, в която участвал като секционен касиер..